# Shavano Park
Shavano Park è un comune (city) degli Stati Uniti d'America della contea di Bexar nello Stato del Texas. La popolazione era di 3,035 abitanti al censimento del 2010. È un'enclave di San Antonio e fa parte dell'area metropolitana di San Antonio.

## Geografia fisica
Secondo lo United States Census Bureau, la città ha una superficie totale di 8,64 km², dei quali 8,62 km² di territorio e 0,01 km² di acque interne (0,15% del totale).

## Storia
La città di Shavano Park fu incorporata il 19 giugno 1956. Nel 1961 la popolazione era di 343 abitanti e nel 1966 era di 585 abitanti. La crescita continuò negli anni 1970, e nel 1975 erano presenti 881 abitanti. La popolazione di Shavano Park era di 1.448 nel 1980 e 1.775 nel 1990.

## Società

### Evoluzione demografica
Secondo il censimento del 2010, la popolazione era di 3,035 abitanti.

### Etnie e minoranze straniere
Secondo il censimento del 2010, la composizione etnica della città era formata dal 91,2% di bianchi, l'1,12% di afroamericani, lo 0,23% di nativi americani, il 3,79% di asiatici, lo 0% di oceanici, l'1,42% di altre razze, e il 2,24% di due o più etnie. Ispanici o latinos di qualunque razza erano il 21,32% della popolazione.